# Palazzo dell’Istituto Grenoble

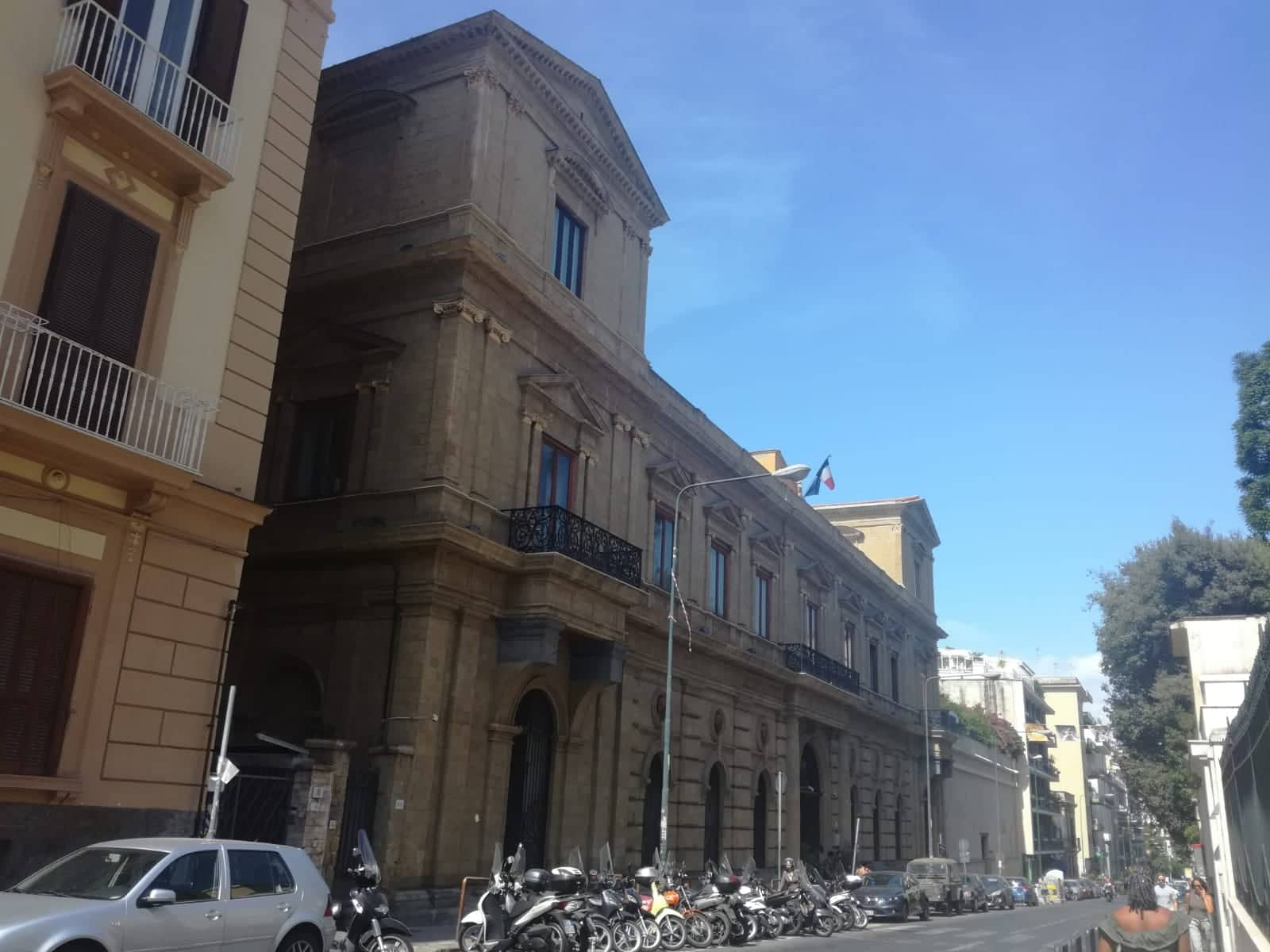
Palazzo dell’Istituto Grenoble in Neapel

Der Palazzo dell’Istituto Grenoble, besser bekannt als Le Grenoble, ist ein Palast aus dem 19. Jahrhundert im Viertel Chiaia in Neapel in der italienischen Region Kampanien. Er liegt an der Via Crispi.

## Geschichte
Das Gebäude ist das Werk des exzentrischen schottischen Architekten Lamont Young, der in Neapel und speziell im Viertel Chiaia experimentierte. Das Gebäude, das um 1884 für das Mädchenschulinstitut von Mac Kean Bentik gebaut wurde, ist ein wertvolles Zeugnis für die Architektur der Neurenaissance.
In dem Palast wohnte auch Francesco Crispi in den letzten Jahren seines Lebens. Ebenfalls war dort das Institut français de Naples „Le Grenoble“, eine offizielle Institution des französischen Außenministeriums zur Verbreitung und Bewerbung der französischen Sprache und Kultur, untergebracht. 1933 kaufte die Universität Grenoble das Gebäude für 1 Mio. Lire, womit es sich ab da um die einzige Immobilie in französischer Hand in Neapel handelte; sie gehörte dem französischen Außenministerium. „Le Grenoble“ beherbergt in seinen Mauern das französische Generalkonsulat, die französische Schule „Alexandre Dumas“ und das archäologische Forschungszentrum „Jean Bérard“.

## Beschreibung
Das Gebäude, das vollständig aus Tuffstein erbaut wurde, hat zwei Volumenkörper an der Fassade und drei an den Seiten. Von bemerkenswertem Interesse ist vor allen Dingen die Fassade, die unter anderem einen besonderen Einsatz von gelbem, neapolitanischen Tuff im Bossenwerk an der Basis zeigt, während in den Ronden Büsten von Persönlichkeiten der französischen Kultur behauen wurden, ebenfalls aus Tuff.
Im Obergeschoss hat die ehemalige Wohnung des Direktors des Instituts, die später teilweise als Konsulatsbüro genutzt wurde, eine große, L-förmige Terrasse zur Via Crispi und zur gegenüber liegenden Villa Lauro.